# Operace Bivouac

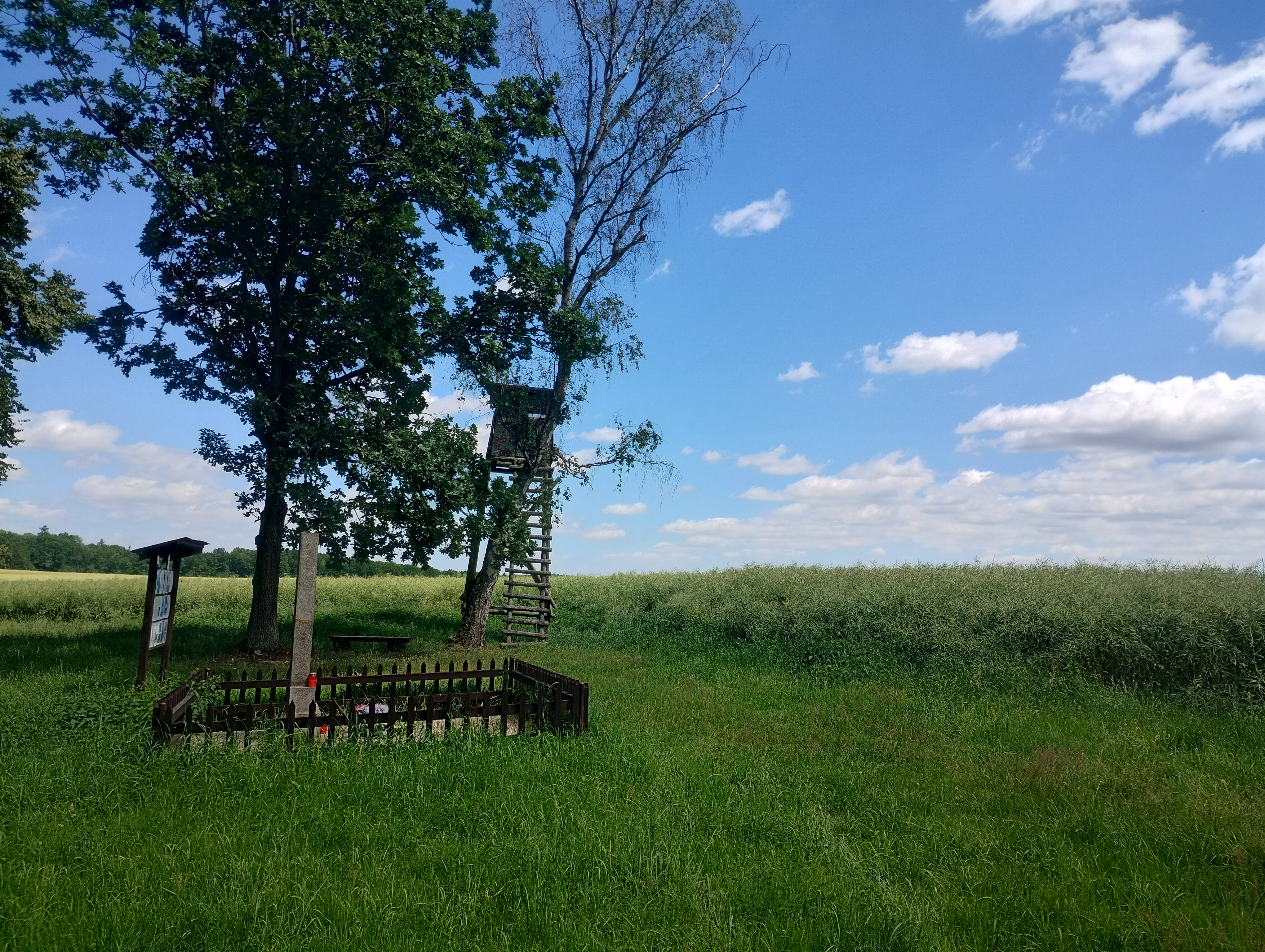
Místo vysazení u osady Požáry u Křivoklátu (s informační tabulí a pomníčkem Arnošta Mikše)

Operace Bivouac byl krycí název pro paradesantní výsadek vyslaný během II. světové války z Anglie na území Protektorátu Čechy a Morava. Výsadek byl organizován zpravodajským odborem exilového Ministerstva národní obrany a byl řazen do první vlny výsadků.

## Složení a úkol
Výsadek byl tvořen rotným Františkem Pospíšilem(velitel výsadku), rotným Jindřichem Čoupkem a desátníkem asp. Liborem Zapletalem. Skupina měla za úkol společně se skupinou Bioscop provádět sabotáže v továrnách a na vybraných tratích na Moravě. K tomu ale nedošlo, protože všichni postupně padli do rukou gestapa a byli popraveni.

Příslušníci paradesantního výsadku
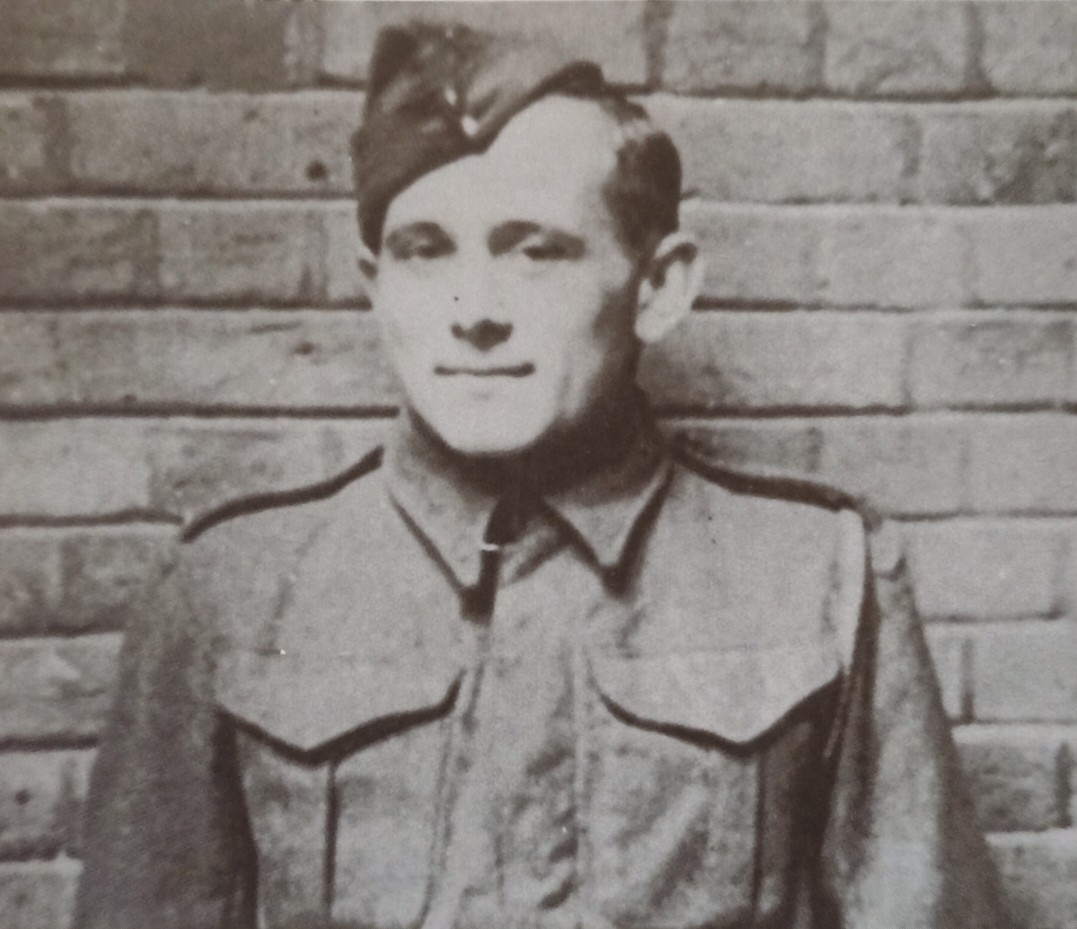
Rotný František Pospíšil, velitel výsadku
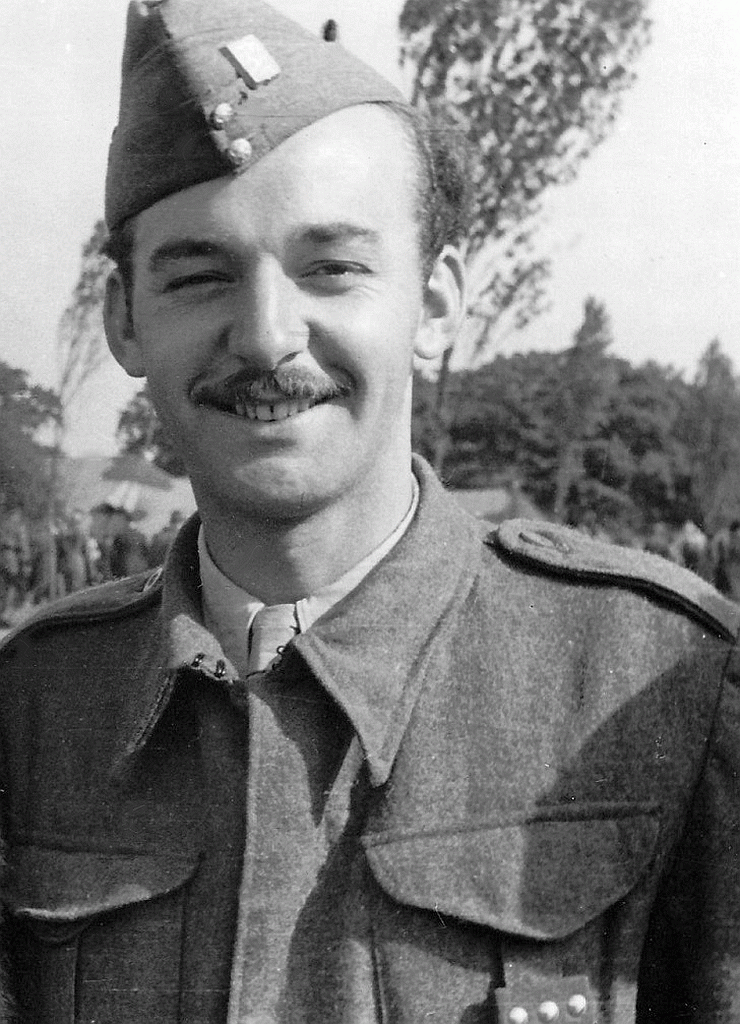
Rotný Jindřich Čoupek
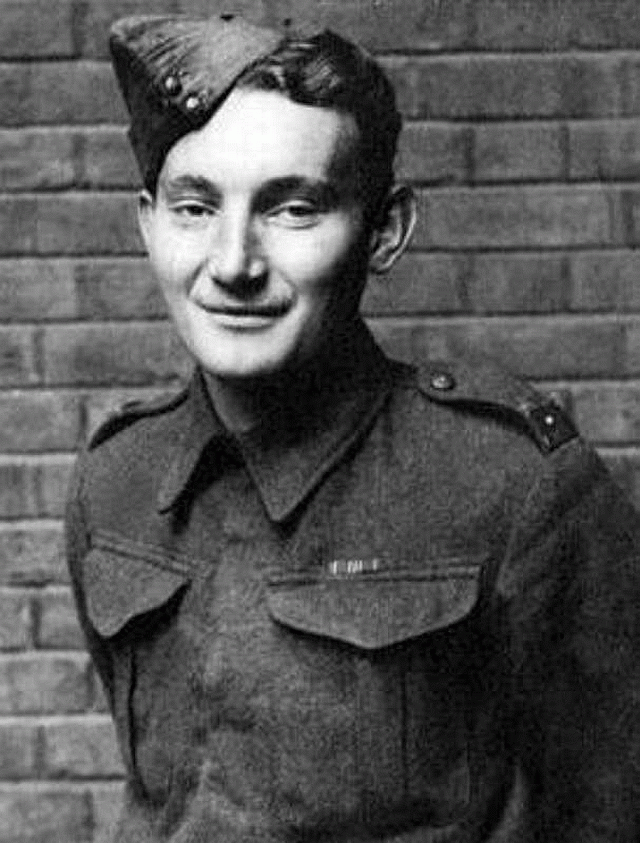
Desátník aspirant Libor Zapletal

## Činnost
Členové výsadku byli společně s členy Steelu a Bioscopu vysazeni v noci ze 27. na 28. dubna 1942 u osady Požáry u Křivoklátu. Na místě zakopali operační materiál. Vyzvednutím ukrytého materiálu byl pověřen Arnošt Mikš z výsadku Zinc, který se na místo vydal 30. dubna s místním odbojářem Josefem Kusým. To se jim nepodařilo, na místě došlo k přestřelce, při které Mikš zastřelil strážmistra Františka Ometáka, těžce zranil četnického praporčíka Václava Komínka a sám raněný spáchal na místě sebevraždu.
Mezitím se členové výsadku Bivouac přes Slaný a Prahu dostali do Přerova, kde se snažili kontaktovat na předem určených adresách, ale bez úspěchu. Proto se přemístili do Brna, kde se ukryli u Čoupkových příbuzných. Dva výsadkáře, Pospíšila a Zapletala, ve Zlíně udal známý Jan Chvátal 2. května 1942. Po válce se tradovalo, na základě výpovědi kriminálního asistenta brněnského gestapa Rudolfa Königa, že klíčovou informaci o úkrytu Jindřicha Čoupka nedobrovolně poskytl právě Libor Zapletal.
Na základě nových dokumentů bylo zjištěno, že gestapo o přítomnosti všech tří parašutistů vědělo již od jejich příjezdu do Přerova. Poté Zapletal naoko souhlasil se spoluprací s gestapem, ale v květnu 1943 se přidal k partyzánům. Jako pomstu gestapo zatklo oba jeho rodiče a bratry, kteří zahynuli v Osvětimi. Zapletal sám byl zatčen v německém Karlsruhe při pokusu dostat se do Anglie a v září 1944 byl popraven v koncentračním táboru Mauthausen.
Pospíšilovi se podařilo uprchnout. Nejdříve se skrýval v Telči u odbojové skupiny Petrolej-benzin a posléze se pokusil projít do Švýcarska. Nepodařilo se mu to. Nato byl konfidentem Nachtmanem a zrádcem Čurdou vylákán do Prahy, kde ho zatklo gestapo. V roce 1944 byl v Terezíně zastřelen.

## Galerie

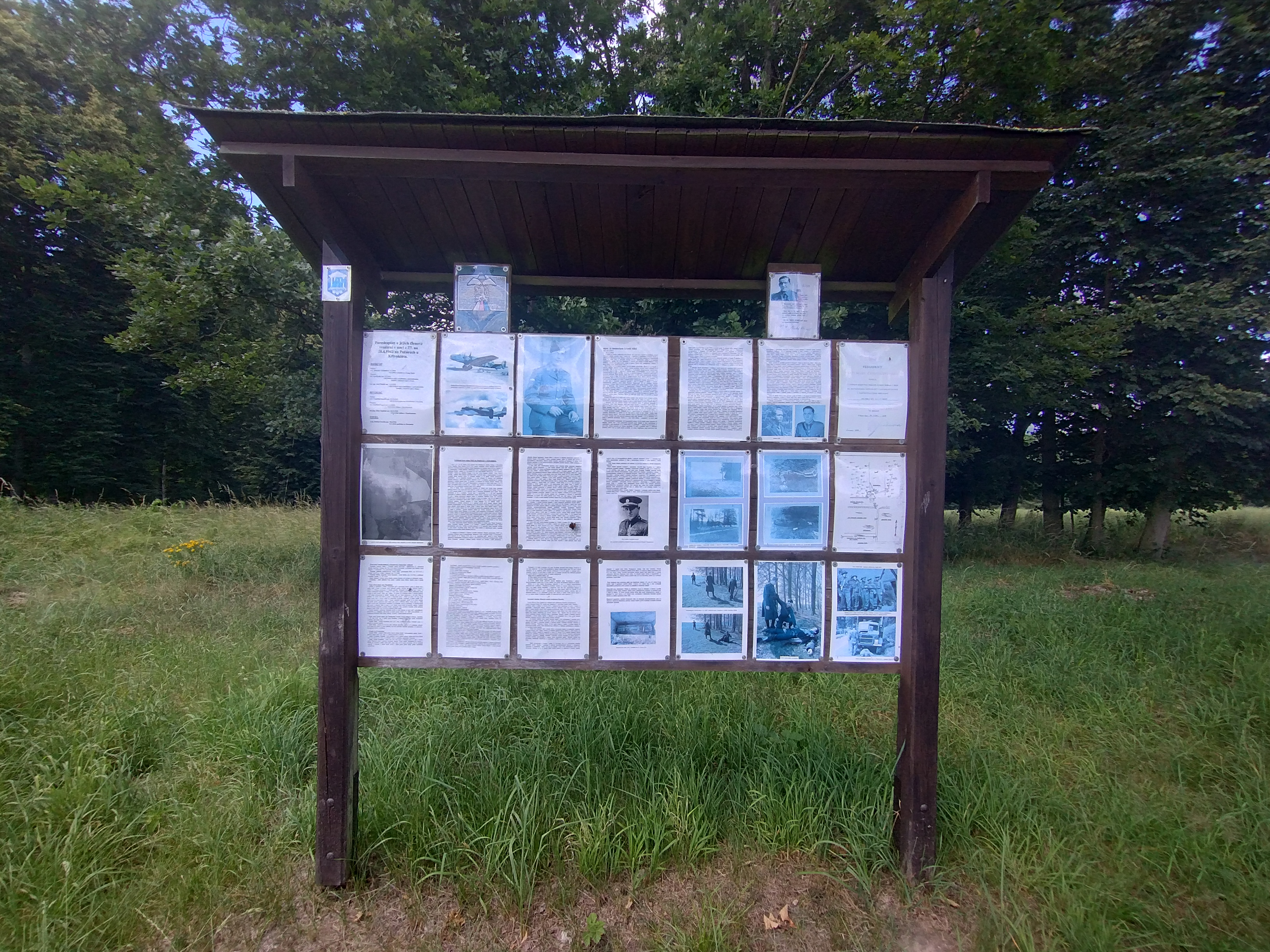
Informační tabule u místa vysazení, Požáry na Křivoklátsku
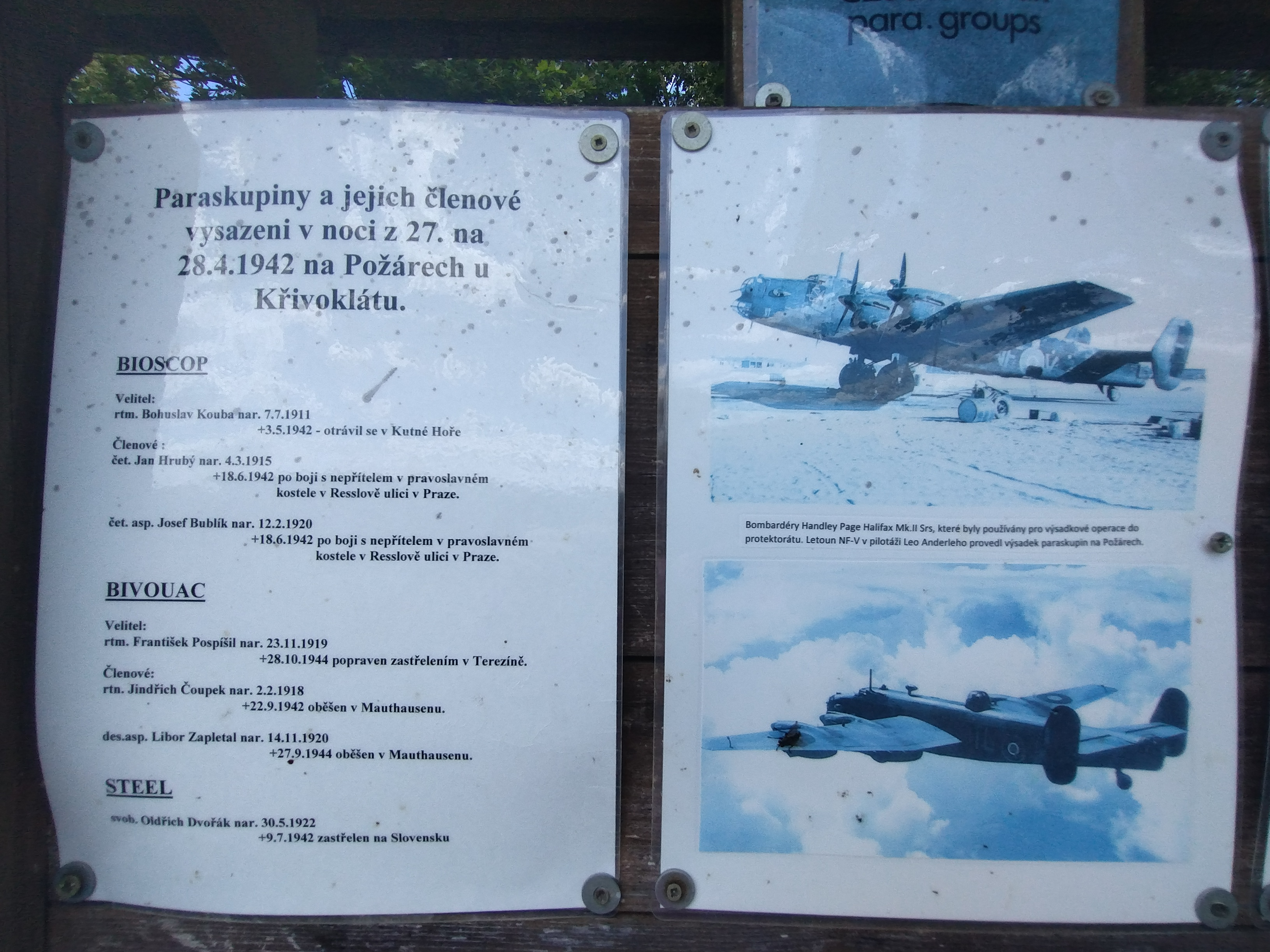
Detail části informační tabule
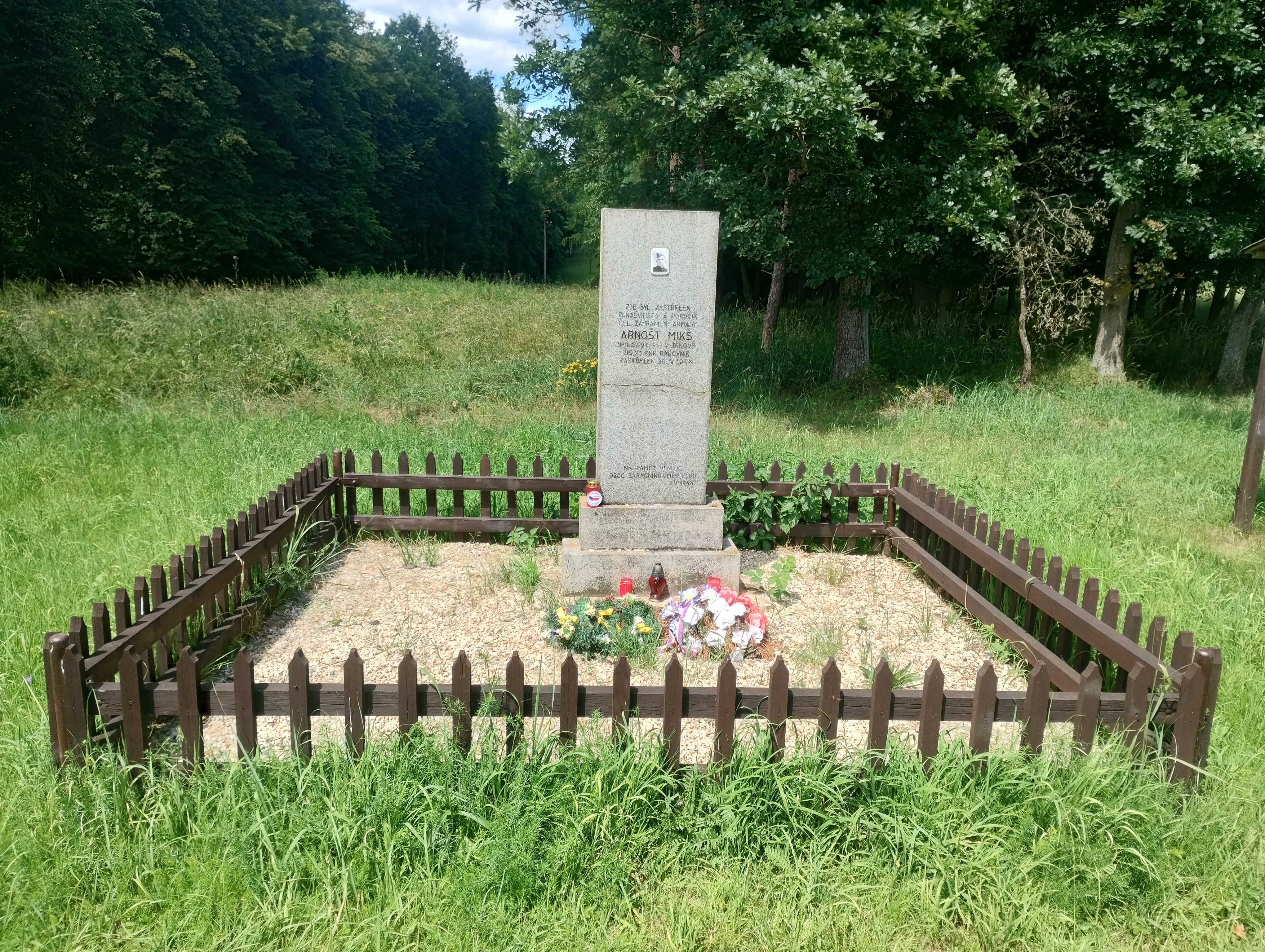
Pomníček Arnošta Mikše u Požárů na Křivoklátsku